# Femvejen
Femvejen er en rundkørsel i Gentofte anlagt i 1908/09 som sporvognssløjfe for linje 15, der kørte første gang den 30. december 1908. Indtil dette tidspunkt var her et kryds. Femvejen er samlingspunkt for de 5 veje Jægersborg Allé, Fortunvej, Vilvordevej, Ordrupvej og Bernstorffsvej. Femvejen ligger midt på Jægersborg Allé, som således har både en østlig og vestlig del, der mødes i Femvejen. Der er derfor i realiteten 6 vejstykker, som mødes i Femvejen.

## Udsmykning
I midten af rundkørslen står der en obelisk, som i 1913 blev opsat til ære for Kong Christian IX og hans hustru Dronning Louise. De boede i mange år om sommeren på det nærliggende Bernstorff Slot. Den er tegnet af Andreas Clemmensen og udført i granit af Anders Bundgaard. Muren mellem Femvejen og Bernstorffsparken er tegnet af arkitekt T.A. Thierry i oktober 1908 og formentlig færdigopført i 1909.
| Trafik | Spire Denne trafikartikel er en spire som bør udbygges. Du er velkommen til at hjælpe Wikipedia ved at udvide den. |

55°45′29″N 12°33′30″Ø / 55.758°N 12.5583°Ø